# Whiting (Wisconsin)
Whiting – wieś w Stanach Zjednoczonych, w stanie Wisconsin, w hrabstwie Portage.